# رستي درابر
رستي درابر (بالإنجليزية: Rusty Draper)‏ هو مقدم برامج إذاعية ومغني وكاتب أغاني أمريكي، ولد في 25 يناير 1923 في كيركفيل في الولايات المتحدة، وتوفي في 28 مارس 2003 في بالفيو في الولايات المتحدة بسبب ذات الرئة.

## وصلات خارجية
- رستي درابر على موقع IMDb (الإنجليزية)
- رستي درابر على موقع ميوزك برينز (الإنجليزية)
- رستي درابر على موقع أول ميوزيك (الإنجليزية)
- رستي درابر على موقع ديسكوغز (الإنجليزية)
- رستي درابر على موقع كينوبويسك (الروسية)